# USS White Plains (CVE-66)
Авіаносець «Вайт Плейнс» (англ. USS White Plains (CVE-66)) — ескортний авіаносець США часів Другої світової війни, типу «Касабланка».

## Історія створення
Авіаносець «Вайт Плейнс» був закладений 11 лютого 1943 року на верфі Kaiser Shipyards у Ванкувері під ім'ям «Elbour Вау». 3 квітня 1943 року був перейменований на «Вайт Плейнс». Спущений на воду 27 вересня 1943 року, вступив у стрій 15 листопада 1943 року.

## Історія служби
Після вступу в стрій авіаносець брав участь в ударах по Кавієнгу (березень 1944 року), десантній операції в районі Голландіа (о. Нова Гвінея, квітень 1944 року), на Маріанські острови (червень-липень 1944 року), о. Моротай (вересень 1944 року) та о. Лейте (19-25.10.1944 року).
25 жовтня 1944 року під час битви біля о. Самар (частина битви в затоці Лейте) авіаносець «Вайт Плейнс» був пошкоджений камікадзе, який вибухнув за кормою корабля, і близьким підводним вибухом снаряда з японського лінкора. Корабель вирушив до США на ремонт.
Після ремонту «Вайт Плейнс» забезпечував висадку десанту на Окінаву (квітень-червень 1945 року).
Після закінчення бойових дій корабель перевозив американських солдатів та моряків на батьківщину (операція «Magic Carpet»).
10 липня 1946 року «Вайт Плейнс» був виведений в резерв. 12 червня 1955 року він був перекласифікований в допоміжний авіаносець CVU-66. 1 липня 1958 року авіаносець був виключений зі списків флоту та проданий на злам